# Park Narodowy Banff
Park Narodowy Banff (ang. Banff National Park, fr. Parc national Banff) – park narodowy położony w południowo-zachodniej części prowincji Alberta w Kanadzie. Park został utworzony w 1885, na powierzchni 6641 km².
Jest to pierwszy kanadyjski park narodowy oraz drugi park narodowy w Ameryce Północnej (po Yellowstone z 1872 r.). Jest trzecim historycznie parkiem narodowym na świecie (po Yellowstone i Królewskim Parku Narodowym w Australii z 1879 r.
Park Narodowy Banff należy do grupy czterech sąsiadujących ze sobą parków górskich w kanadyjskich Górach Skalistych. Pozostałe trzy parki to: Park Narodowy Jasper, Park Narodowy Kootenay oraz Park Narodowy Yoho. W 1984 Park Narodowy Banff został wpisany na Listę Światowego Dziedzictwa UNESCO, wspólnie ze wspomnianymi trzema parkami narodowymi znajdującymi się w kanadyjskich Górach Skalistych.
Turystycznym centrum parku jest miejscowość powstała na szlaku kolei Canadian Pacific Railway – Banff.

## Fauna

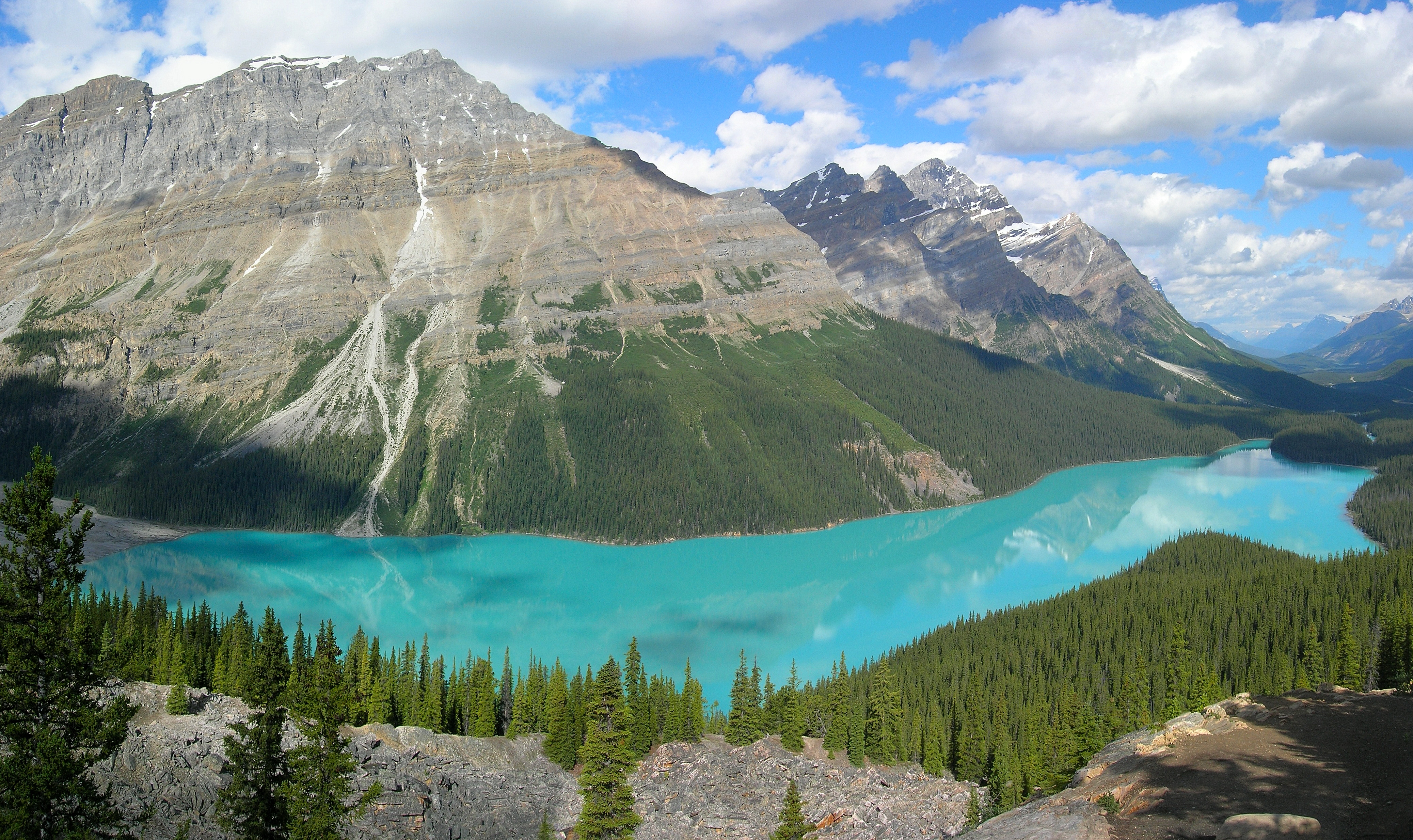
Peyto Lake na obszarze parku

Na terenie Parku Narodowego Banff występuje bardzo wiele dzikich gatunków zwierząt, wśród których można wymienić:
baribala, grizli, rysia, pumę, rosomaka, wilka, jelenia wirginijskiego, łosia, wapiti, kozła śnieżnego, owcę kanadyjską, bobra, wydrę kanadyjską, wiewiórkę, pręgowca amerykańskiego. Wśród ptaków: bielika amerykańskiego, orła przedniego, rybołowa, sokoła, drzemlika, berniklę kanadyjską.

## Turystyka
Park Narodowy Banff jest jedną z największych atrakcji turystycznych w prowincji Alberta oraz jednym z najczęściej odwiedzanych parków narodowych w Ameryce Północnej. Główne atrakcje turystyczne w parku to gorące źródła Upper Hot Springs, trzy kurorty narciarskie oraz jeziora lodowcowe, m.in. Lake Louise, Lake Moraine, a także budowle – symbol Banff Hotel Fairmont Banff Springs oraz Chateau Lake Louise.
Na terenie parku można uprawiać wiele dyscyplin sportowych, wśród których można wymienić: narciarstwo, wspinaczkę, golf oraz jazdę konną. Centra informacji turystycznej parku znajdują się w miejscowości Banff oraz Lake Louise. W centrum tym znajduje się ekspozycja poświęcona faunie i florze parku.

## Galeria

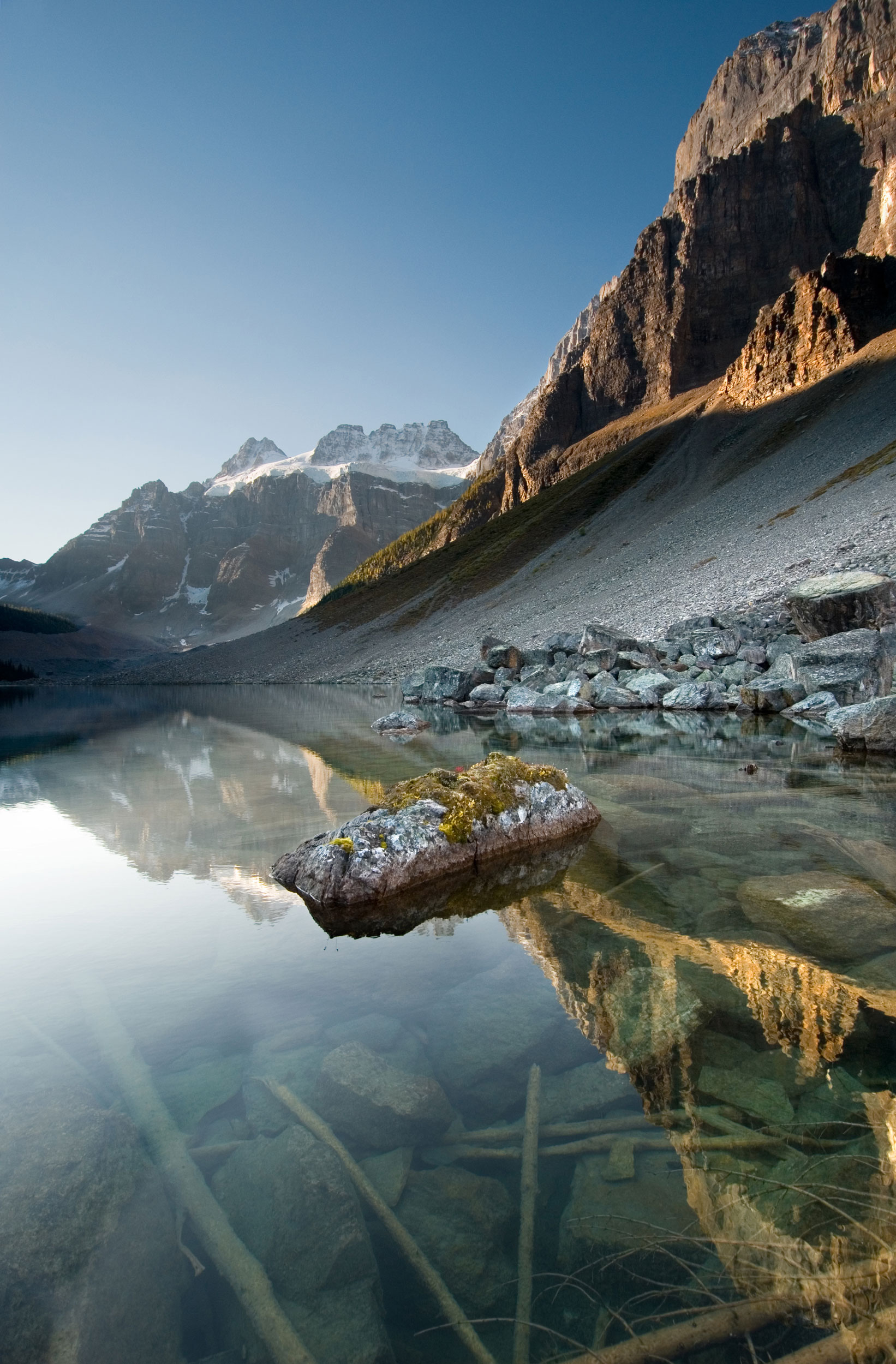
Jezioro Lower Consolation
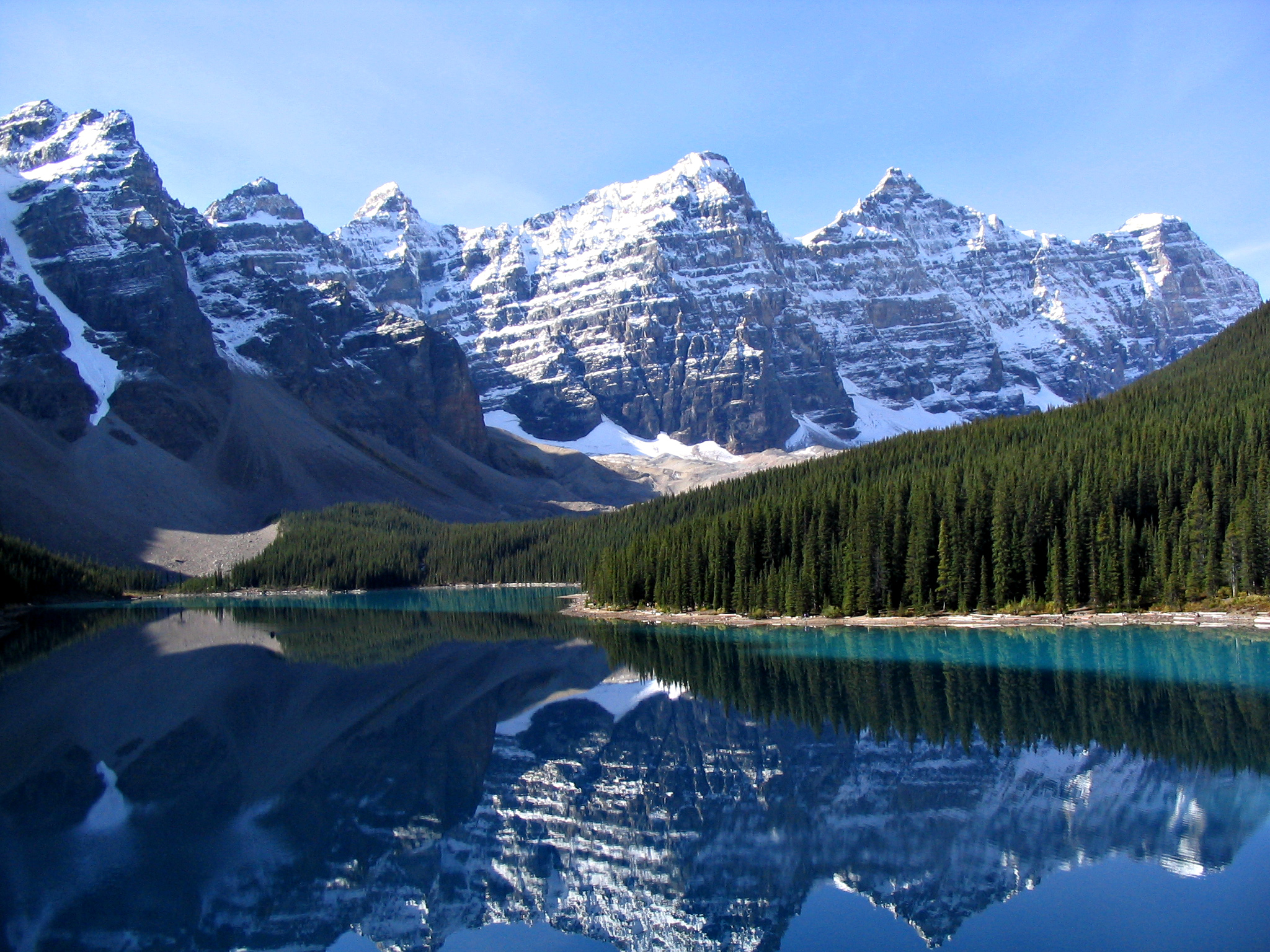
Jezioro Moraine
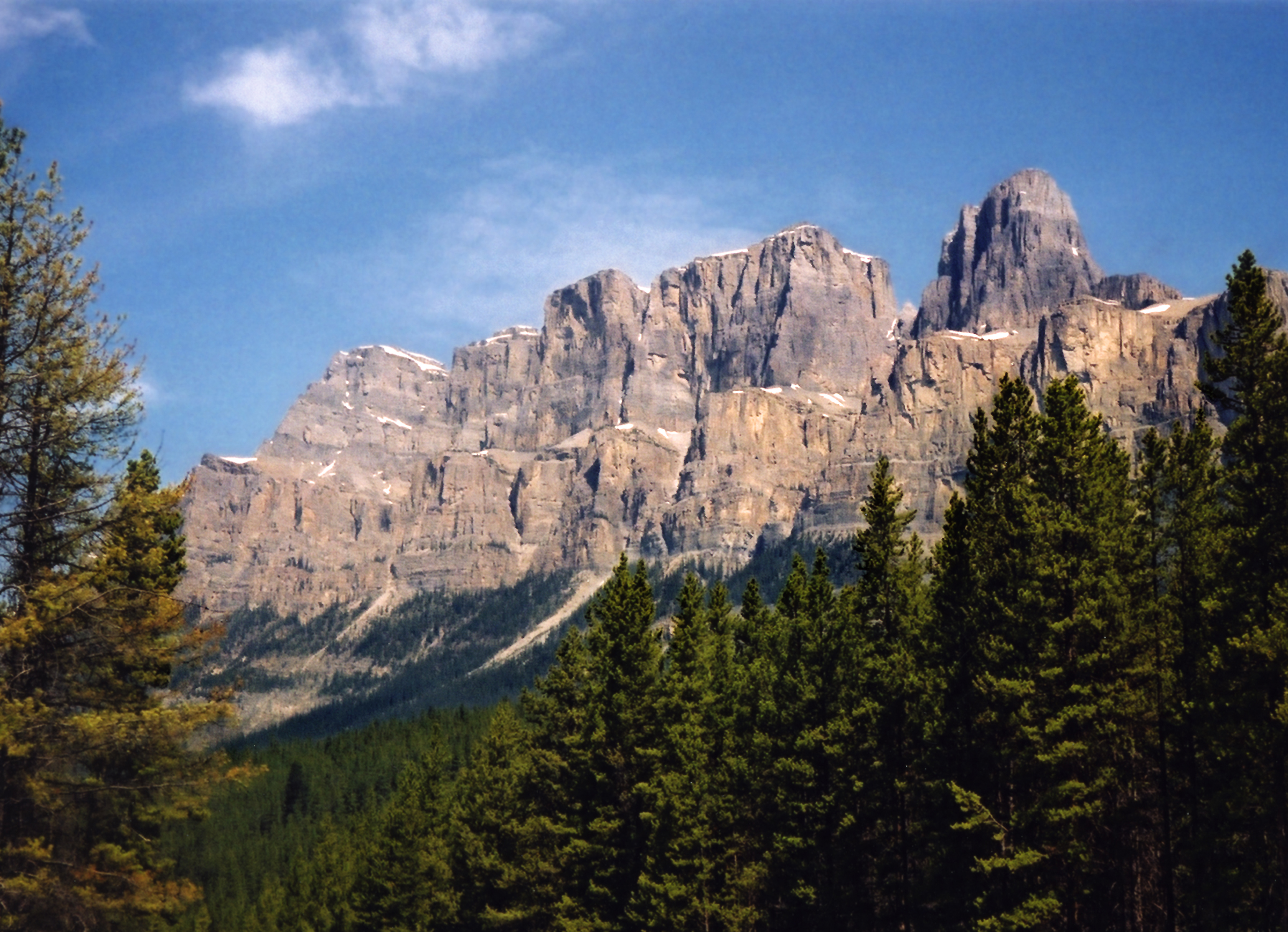
Castle Mountain
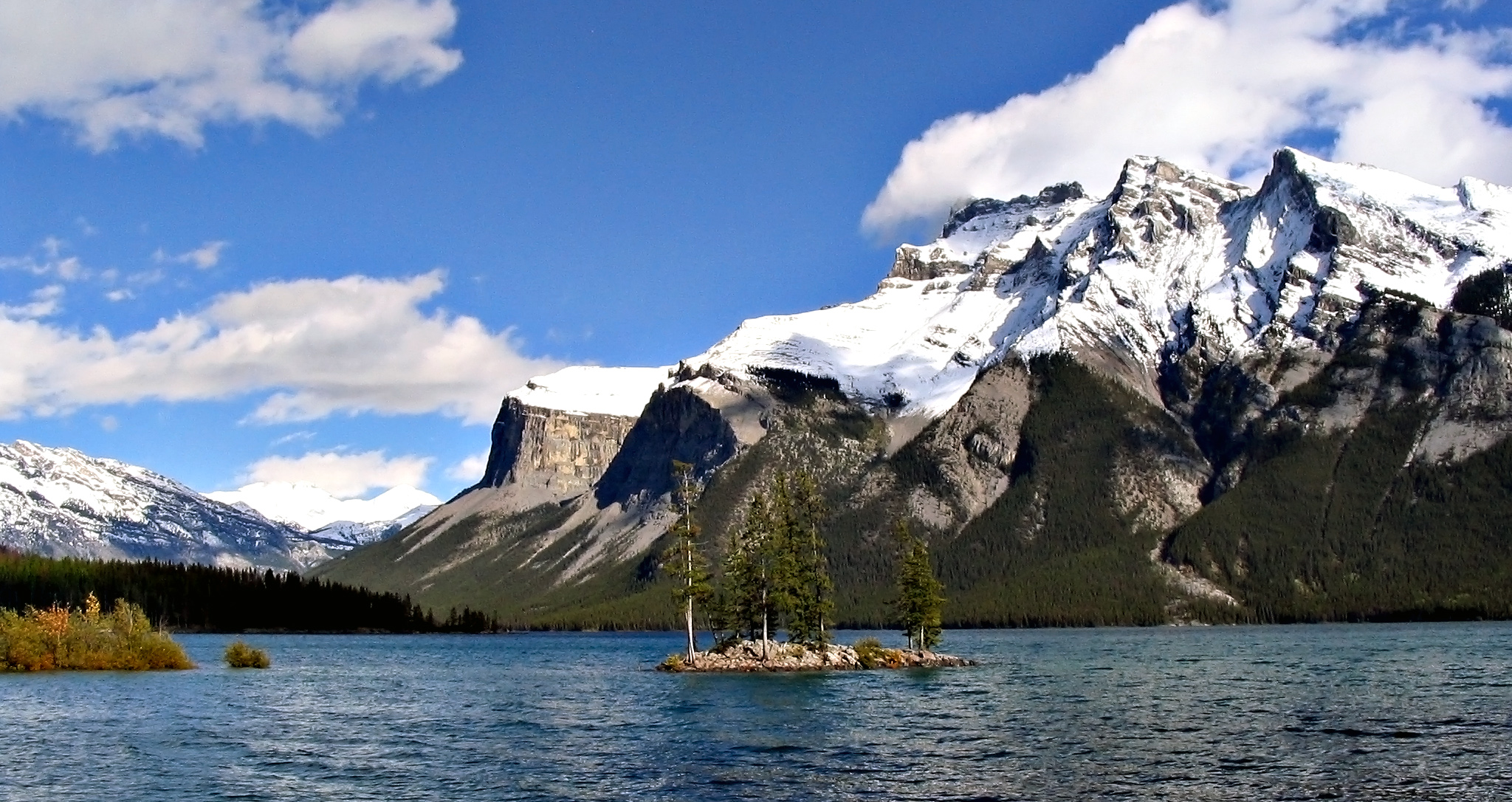
Jezioro Minnewanka
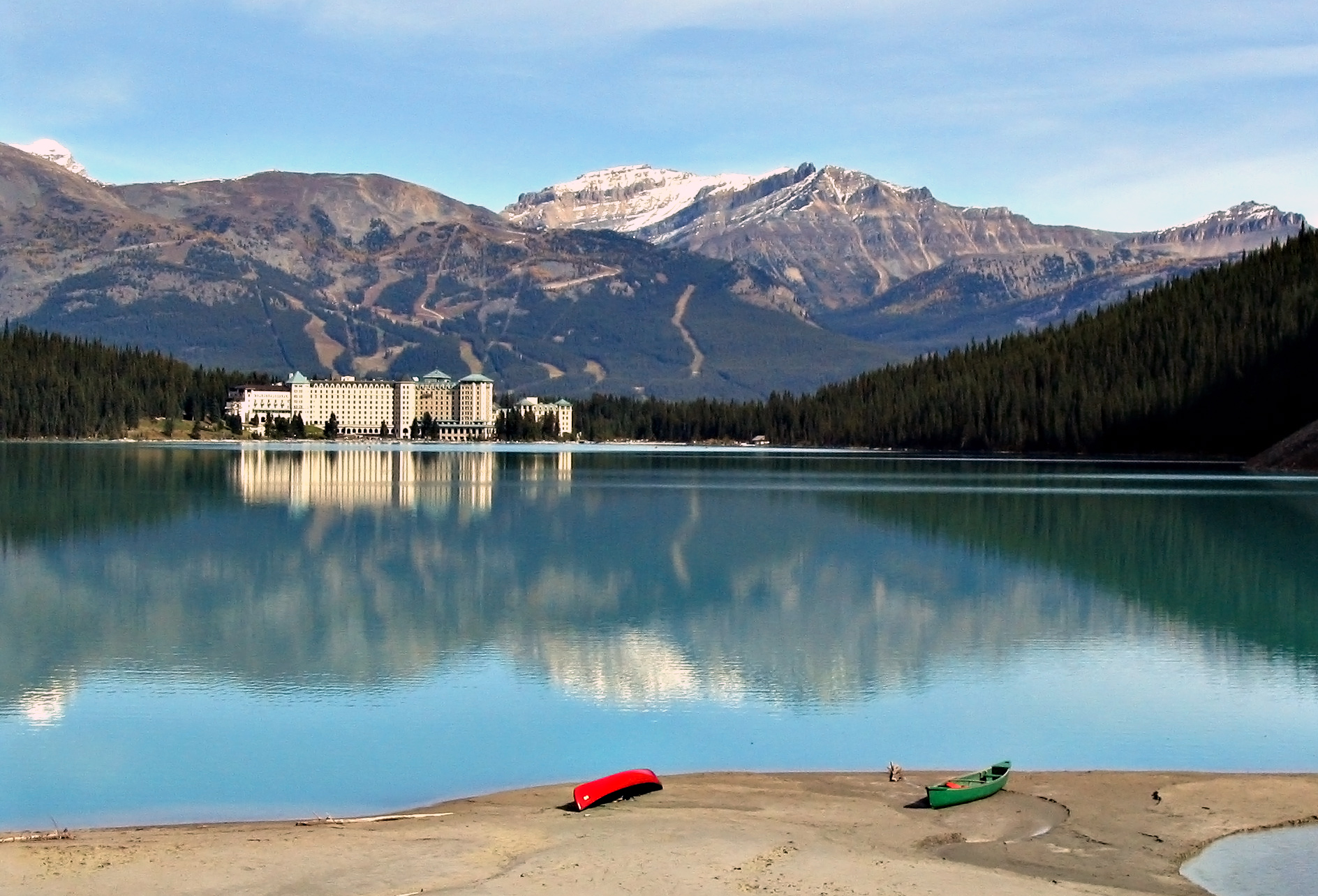
Jezioro Louise